# Нил, Генри
Генри Нил (англ. Henry Neele; 29 января 1798, Лондон — 7 февраля 1828) — английский поэт, литератор и учёный.

## Биография
Генри Нил родился в Лондоне в семье гравёра. Образование получил в пригороде Лондона, Кентиш Тауне. После школы работал в адвокатской конторе.
Начал публиковаться анонимно, первые произведения были опубликованы в журнале Monthly Magazine в 1814 году. В 1817 году был опубликован первый сборник его стихов «Оды и другие поэмы» (англ. Odes and Other Poems).
Уже в двадцатилетнем возрасте Нил читал лекции о Шекспире и Чосере. В период с 1826 по 1827 год читал лекции об истории английской поэзии. Его эссе были опубликованы уже после его смерти под общим наименование «Literary Remains». В 1824 году он подготовил к изданию пьесу «Буря» в рамках подготовки полного собрания сочинений.
Генри Нил покончил с собой 7 февраля 1828 года в припадке душевного расстройства. Поэт перерезал себе горло.